# Натријум-хлоридни симпортер
Натријум-хлоридни симпортер (такође познат као Na+-Cl− котранспортер, скраћено NCC или NCCT, или као tiazid-sензитивни На+-Cl− kотранспортер, ТSC) је котранспортер у бубрезима који делује тако што реапсорбује јоне натријума и хлорида из тубуларног флуида у ћелије дисталне тубуле нефрона. Он је члан SLC12 котранспортерске фамилије, електронеутралних са катјонима спрегнутих хлоридних котранспортера. Код људи, он је кодиран геном SLC12А3 (фамилија Траспортер растворка 12, члан 3) лоцираним у 16q13.